# 용주면
용주면(龍洲面)은 대한민국 경상남도 합천군의 면이다. 용주면은 합천읍에서 서쪽으로 8 km 떨어져 있는 곳으로써 합천댐이 건설되기 이전에는 상습 침수지가 많았던 곳이다.  동쪽으로 합천읍, 남쪽으로 대양면과 쌍백면, 서쪽으로 대병면과 가회면, 북쪽으로 봉산면과 접경을 이루고 있으며 황강이 용주면 중심부를 관류하고 있다. 합천댐이 건설되면서 황강변을 따라 강남과 강북의 도로가 개설, 포장되었고 길이 360m의 용주교가 강남북으로 연결되어 있으며 합천댐의 관문적 역할을 하고 있다. 합천읍과 연접하여 합천읍 생활권을 형성하고 있으며, 주요 유형문화재로는 벽한정이 있고 황계폭포, 용문정 등 자연발생 유원지가 있다.

## 연혁
조선시대 조고개면으로 명명되었고, 1895년 행정구역개편시 ‘용주면’으로 개칭하여 17개 동리관할하였다. 1914년 이사리면의 13개동리와 가의면의 5개동리, 대일면의 벌리동, 삼가군 대평면의 대산동을 병합하여 용주면으로 개편,  1987년 1월 1일 봉산면 죽죽리가 용주면으로 편입되었다. 1995년 12월 7일 용주면 내가리(內袈里)가 가호리(佳湖里)로 변경되었다.

## 행정 구역
- 공암리
- 황계리
- 손목리
- 용지리
- 월평리
- 고품리
- 우곡리
- 봉기리
- 가호리
- 죽죽리
- 방곡리
- 성산리
- 팔산리
- 평산리
- 노리
- 장전리